# Eucharis oxyandra
Eucharis oxyandra är en amaryllisväxtart som beskrevs av Pierfelice Ravenna. Eucharis oxyandra ingår i släktet Eucharis och familjen amaryllisväxter. Inga underarter finns listade i Catalogue of Life.